# Виползово (Медведевський район)
Ви́ползово (рос. Выползово, марій. Пӱчемар) — присілок у складі Медведевського району Марій Ел, Росія. Входить до складу Азановського сільського поселення.

## Населення
Населення — 4 особи (2010; 9 у 2002).
Національний склад (станом на 2002 рік):
- лучні марійці — 56 %
- росіяни — 44 %